# Amélie de Montchalin
Amélie de Montchalin (19 de junio de 1985) es una política y economista francesa, secretaria de Estado de Asuntos Europeos desde marzo de 2019. Fue diputada en la Asamblea Nacional entre 2017 y 2019.

## Biografía
Nacida el 19 de junio de 1985 en Lyon (departamento de Ródano). Se tituló en la Escuela de Estudios Superiores de Comercio (HEC) y en la Harvard Kennedy School. Trabajó para Axa y BNP Paribas. Próxima a la órbita del juppetismo, aunque no llegó a ser militante de UMP/LR, se incorporó a La República en Marcha en diciembre de 2016. Resultó elegida diputada de la Asamblea Nacional en las elecciones legislativas de 2017 por la sexta circunscripción de Essonne. El 31 de marzo de 2019 fue nombrada secretaria de Estado para Asuntos Europeos.
Tras el nombramiento como primer ministro de Jean Castex en julio de 2020, fue nombrada ministra de la Transformación y de la Función Pública.